# Малый Уват
Малый Уват (тат. Уват) — деревня в Вагайском районе Тюменской области, входит в состав сельского поселения Тукузское.

## География
Недалеко от деревни протекает река Рагайзе и озера Малый Уват. Автомобильное сообщение. Грунтовая дорога. 

## Инфраструктура
- Мечеть[2]

## Население
| 2010 |
| ---- |
| 163  |